# Теорема найбільшої ваги
У теорії представлення, галузі математики, теорема найбільшої ваги класифікує незвідні представлення складної напівпростої алгебри Лі {\displaystyle {\mathfrak {g}}}   . Існує тісно пов’язана теорема, що класифікує незвідні представлення пов'язаної компактної групи Лі {\displaystyle K}  . У теоремі зазначається, що існує бієкція 
{\displaystyle \lambda \mapsto [V^{\lambda }]}
з множини "домінуючих інтегральних елементів" на множину класів еквівалентності незвідних представлень {\displaystyle {\mathfrak {g}}} або {\displaystyle K} . Різниця між двома результатами полягає в точному понятті "інтеграл" у визначенні домінуючого інтегрального елемента. Якщо {\displaystyle K} просто зв'язана, ця відмінність зникає. 

## Твердження
Нехай {\displaystyle {\mathfrak {g}}} - скінченновимірна напівпроста складна алгебра Лі з підалгеброю Картана {\displaystyle {\mathfrak {h}}} . Нехай {\displaystyle R} - пов'язана система коренів. Потім ми кажемо, що елемент {\displaystyle \lambda \in {\mathfrak {h}}} є інтегральним , якщо 
{\displaystyle 2{\frac {\langle \lambda ,\alpha \rangle }{\langle \alpha ,\alpha \rangle }}}
- ціле число для кожного кореня {\displaystyle \alpha } . Далі вибираємо набір {\displaystyle R^{+}} додатних коренів, і говоримо, що елемент {\displaystyle \lambda \in {\mathfrak {h}}} є домінуючим, якщо {\displaystyle \langle \lambda ,\alpha \rangle \geq 0} для усіх {\displaystyle \alpha \in R^{+}} . Елемент {\displaystyle \lambda \in {\mathfrak {h}}} є домінуючим інтегралом, якщо він є і домінуючим, і інтегральним. Нарешті, якщо {\displaystyle \lambda } і {\displaystyle \mu } знаходяться в {\displaystyle {\mathfrak {h}}}, ми говоримо, що {\displaystyle \lambda } більше ніж {\displaystyle \mu }, якщо {\displaystyle \lambda -\mu } може бути вираженим лінійною комбінацією додатних коренів з від'ємними реальними коефіцієнтами. 
Вага {\displaystyle \lambda } представлення {\displaystyle V} з {\displaystyle {\mathfrak {g}}} тоді називається найбільшою вагою, якщо {\displaystyle \lambda } більше, ніж будь-яка інша вага {\displaystyle \mu } з {\displaystyle V} . 
Тоді теорема про найбільшу вагу констатує: 
- Якщо {\displaystyle V} є незвідним скінченновимірним представленням {\displaystyle {\mathfrak {g}}}, то {\displaystyle V} має унікальну найбільшу вагу, і ця найбільша вага є домінуючим інтегралом.
- Якщо два незвідні скінченновимірні представлення мають однакову найбільшу вагу, вони є ізоморфними.
- Для кожного домінуючого інтегрального елемента {\displaystyle \lambda }, існує скінченновимірне незвідне представлення з найбільшою вагою {\displaystyle \lambda } .

Найскладніша частина - остання; побудова скінченновимірні незвідного представлення. 

### Випадок компактної групи
Нехай {\displaystyle K} сполучене компактною групою Лі з алгеброю Лі {\displaystyle {\mathfrak {k}}} і нехай {\displaystyle {\mathfrak {g}}:={\mathfrak {k}}+i{\mathfrak {k}}} - комплексифікація {\displaystyle {\mathfrak {g}}}. Нехай {\displaystyle T} -максимальним тором в {\displaystyle K} з алгеброю Лі {\displaystyle {\mathfrak {t}}} . Тоді {\displaystyle {\mathfrak {h}}:={\mathfrak {t}}+i{\mathfrak {t}}} є підалгеброю Картана {\displaystyle {\mathfrak {g}}}, і ми можемо сформувати зв'язану кореневу систему {\displaystyle R} . Тоді теорія продовжується приблизно так само, як і у випадку алгебри Лі, з однією суттєвою різницею: поняття цілісності інше. Зокрема, ми говоримо, що елемент {\displaystyle \lambda \in {\mathfrak {h}}} є аналітично цілісним якщо 
{\displaystyle \langle \lambda ,H\rangle }
- це ціле число завжди, коли 
{\displaystyle e^{2\pi H}=I}
де {\displaystyle I} є елементом ідентичності {\displaystyle K} . Кожен аналітично цілісний елемент є цілісним у сенсі алгебри Лі, але можуть бути цілісні елементи в сенсі алгебри Лі, які не є аналітично цілісними. Ця відмінність відображає той факт, що якщо {\displaystyle K} не є просто зв'язаним, можуть бути представлення {\displaystyle {\mathfrak {g}}}, які не походять від представлень {\displaystyle K} . З іншого боку, якщо {\displaystyle K} просто зв'язаний, поняття "цілісний" і "аналітично цілісний" збігаються. 
Теорема найбільшої ваги для представлень {\displaystyle K}  тоді є таким самим, як і у випадку алгебри Лі, за винятком того, що "цілісний" замінюється на "аналітично цілісний". 

## Доведення
Є щонайменше чотири доведення: 
- Оригінальне доведення Германа Вейля з точки зору компактної групи[9], засноване на формулі характеру Вейля та теоремі Пітера – Вейля .
- Теорія модулів Верми містить теорему найвищої ваги. Такий підхід застосовується у багатьох стандартних підручниках (наприклад, Хамфріс та частина II Холу).
- Теорема Бореля – Вайля – Ботта будує незвідне представлення як простір глобальних ділянок простого лінійного пучка; як наслідок випливає теорема найбільшої ваги. (Підхід використовує алгебраїчну геометрію, але дає дуже швидкий доказ.)
- Інваріантний теоретичний підхід: конструюються незвідні предствлення як субпредставлення тензорної потужності стандартних представлень. Такий підхід пов'язаний з Х. Вейлом і досить добре працює для класичних груп.

## Дивись також
- Класифікація скінченновимірних представлень алгебри Лі
- Теорія представлення зв'язаної компактної групи Лі
- Ваги в теорії представлення напівпростих алгебр Лі